# Семья Немич
Семья Немич — дети евпаторийского полицейского урядника Павла Немича (? — 1919, закончил жизнь самоубийством — повесился), большевики, ставшие известными благодаря своему участию в революционном движении в России, в установлении советской власти в Евпатории, Гражданской войне и красном терроре.

## Дети Павла Немича
Максим Павлович Немич (? — 2 мая 1908) — старший сын в семье. В 15 лет устроился работать писцом в мастерских военного порта в Севастополе и на работе вошёл в революционный кружок, где познакомился с марксизмом и революционным движением. Максим Немич занялся распространение марксистской литературы и, по-видимому, был хорошим оратором и пропагандистом. Вернувшись в Евпаторию, Максим пошёл работать в рабочую среду — на евпаторийский чугунно-литейный завод Кацена. Рабочие завода были им распропагандированы. Участник революции 1905 года. Тогда рабочие завода, сами объявившие забастовку, ходили по предприятиям Евпатории и принуждали рабочих прекращать работу. В апреле 1905 года был арестован, но после обнародования Манифеста 17-го октября — амнистирован. В 1906 году подстрекаемые Немичем крестьяне сожгли паровую мельницу, принадлежащую Евпаторийскому городскому голове Семёну Дувану, стоимостью около 100 тыс. рублей. Спустя несколько дней после этого Максим пришёл к городскому голове с требованием освобождения из тюрьмы политических заключенных и хлеба для безработных.
В мае 1906 года Максима Немича вновь арестовали. Через три месяца после ареста совершил побег из симферопольской тюрьмы, не дожидаясь суда. Но в 1907 году его снова арестовали и приговорили к бессрочным каторжным работам. Приговор не был приведён в исполнение — Максима убили в тюрьме. По одной версии — при попытке побега, по другой — чтобы не выдал провокатора и не провалил операцию охранного отделения.
Антонина Павловна Немич (? — 18 марта 1919) — к революционной работе была привлечена братом Максимом. Участница революции 1905—1907 годов. Член подпольного комитета Евпаторийской организации РСДРП. В 1906 годы была арестована (вместе с братом) (по другим данным — арестовывалась в 1905 году), но следователи не смогли доказать её причастность к революционной работе и её быстро отпустили. Вновь арестовывалась в октябре 1906 года за участие в выступлении сельских рабочих 27 мая 1906 года. За революционную пропаганду в 1905 году Одесской судебной палатой была привлечена к ответственности 18 мая 1907 года. В годы между революциями Антонина Немич работала в семейной швейной мастерской, вышла замуж, родила детей, вела обычный образ жизни, об участии её в революционных организациях нет никаких данных.
После Февральской революции организовала в Евпатории профсоюзы домашних работников и швейников. Вовлекла в профсоюзную работу своих сестёр Юлию и Варвару. Была избрана депутатом Евпаторийского совета. Вела борьбу за права женщин, организовала кружки и объединения, столовую для рабочих и их детей. В помощь городскому приюту придумала «экспроприацию молока» — вместе с группой соратников в базарные дни подстерегала на дороге крестьян, ехавших на рынок, и «убеждала» их поделиться продуктами питания в пользу приюта.
В январе 1918 года была избрана членом Евпаторийского ревкома и «разгрузочной комиссии Евпатории». Была одним из инициаторов и принимала личное активное участие в красном терроре в Евпатории, получившем название «варфоломеевские ночи». Во время проведения красного террора в январе — марте 1918 года, в ходе которого только за три дня 15—17 января 1918 года было убито до трёхсот человек, была в составе судебной комиссии, заседавшей на транспорте «Трувор» и разбиравшей дела арестованных. Казни проводились по приговору этой судебной комиссии. Гражданский муж Антонины — Феоктист Андриади — также принимал активное участие в расправах. А. И. Деникин, знакомый с материалам Особой следственной комиссии по расследованию злодеяний большевиков, расследовавшей события в Евпатории, так описывал проведение казней: 

Обречённых перевозили в трюм гидрокрейсера «Румыния». Смертника вызывали к люку. Вызванный выходил наверх и должен был идти через всю палубу на лобное место мимо матросов, которые наперерыв стаскивали с несчастного одежду, сопровождая раздевание остротами, ругательствами и побоями. На лобном месте матросы, подбодряемые Антониною Немич, опрокидывали привезённого на пол, связывали ноги, скручивали руки и медленно отрезывали уши, нос, губы, половой орган, отрубали руки… И только тогда русского офицера, истекавшего кровью, испускавшего от нечеловеческих страданий далеко разносившийся, душу надрывающий крик, отдавали красные палачи волнам Чёрного моря.— Деникин А. И. Очерки русской смуты. Том III. Белое движение и борьба Добровольческой армии. Май — октябрь 1918. — с.67—68
Далее находилась на советской работе по линии народного просвещения. После упразднения советской власти на территории Крыма, в числе прочих организаторов и участников красного террора, в том числе её родственников, была арестована в Ак-Мечети 20 апреля 1918 года по обвинению в организации массовых расстрелов и казней и водворена в евпаторийскую тюрьму. Всё время, пока шло следствие, находилась в сравнительно сносных условиях — качественная еда, собственные постели, встречи с посетителями. Ввиду наступления Красной армии на Крым весной 1919 года, заключённые из симферопольской тюрьмы, куда они были переведены из Евпатории, были 14 марта 1919 года посажены в арестантский вагон и поездом отправлены в керченскую тюрьму. Ночью 18 марта 1919 года на станции Ойсул вагон с 19 заключёнными, в том числе с членами семьи Немич, был отцеплен от поезда и расстрелян из пулемётов, по официальной версии — при попытке заключённых разоружить караул.
Семён Павлович Немич (? — 18 марта 1919) — в 1914 году ушёл на фронт Первой мировой войны. В 1917 году вернулся в Евпаторию полным георгиевским кавалером, прапорщиком, большевиком. Принимал участие в установлении советской власти в Евпатории в январе 1918 года. Был одним из инициаторов проведения жестокого красного террора в Евпатории. После отбытия из Евпатории отряда севастопольских матросов возглавил сформированный отряд красной гвардии, продолжил аресты и расстрелы. Был назначен комиссаром по военным делам. Лично выдавал исполнителям списки на арест. С началом германского наступления ушёл с отрядом красногвардейцев к Перекопу для обороны Крыма, там получил серьёзное ранение и вернулся в Евпаторию на лечение. По обвинению в организации массовых расстрелов и казней весной 1918 года был арестован. Содержался в евпаторийской, затем в симферопольской тюрьме. Погиб при тех же обстоятельствах, что и другие члены семьи Немич, расстрелянные 18 марта 1919 года.
Евдокия Павловна Немич — единственная из детей Павла Немича, оставшаяся в живых после 18 марта 1919 года. Сёстры Антонина, Варвара и Юлия просили Евдокию позаботиться об их детях.
Варвара Павловна Немич (? — 18 марта 1919) — работала в семейной швейной мастерской. После февральской революции была вовлечена сестрой Антониной в профсоюзную и советскую работу. Распространяла большевистские листовки в казармах, вела антивоенную агитацию. После Октябрьской революции работала секретарём в совете рабочих и солдатских депутатов. Во время проведения красного террора в январе 1918 года была в составе судебной комиссии, заседавшей на транспорте «Трувор» и разбиравшей дела арестованных. Входила в состав военно-революционного штаба — чрезвычайного органа, созданного для борьбы с контрреволюцией. Погибла при тех же обстоятельствах, что и другие члены семьи Немич, расстрелянные 18 марта 1919 года.
Юлия Павловна Немич (? — 18 марта 1919) — младшая из сестёр. Работала в семейной швейной мастерской. В 1917 году познакомилась и вышла замуж за Василия Г. Матвеева, большевика, военнослужащего переведённой в Евпаторию Киевской школы лётчиков-наблюдателей и секретаря ячейки РСДРП(б) этой школы. После октябрьского переворота работала в комиссии по распределению конфискованной у «нетрудовых элементов» одежды и продовольствия. Во время проведения красного террора в январе 1918 года была в составе судебной комиссии, заседавшей на транспорте «Трувор» и разбиравшей дела арестованных. Юлия допрашивала заключённых и оценивала степень «контрреволюционности», её муж определял «буржуазность». Погибла при тех же обстоятельствах, что и другие члены семьи Немич, расстрелянные 18 марта 1919 года.
Сергей Павлович Немич — младший из братьев. Также принимал участие в большевистском подполье. Был убит в октябре 1918 года. В момент смерти ему было 19 лет.

## Память
- В Евпатории в память о семье Немич была названа улица.
- В Евпатории на улице Революции на месте братской могилы советским деятелям Евпатории, погибшим в годы Гражданской войны, установлен памятник «…борцам, павшим в борьбе за установление советской власти в Евпатории в 1918—1919 гг.» На пьедестале среди пересечения имён похороненных под памятником лиц, высечены имена Семёна, Антонины, Варвары и Юлии Немичей и Василия Матвеева[4].